# Minh Tuyết
Minh Tuyết (vietn. Minh Tuyết; * 15. Oktober 1976 in Saigon als Trần Thị Minh Tuyết) ist eine vietnamesisch-amerikanische Pop-Sängerin. Zusammen mit ihren Schwestern Cam Ly und Ha Phuong, die beide auch Sängerinnen sind, tritt sie in der vietnamesischen Musical Show Paris by Night auf. In der vietnamesisch-amerikanischen Kultur wird sie oft als die vietnamesische Pop-Prinzessin bezeichnet. Ihre bekanntesten Lieder sind Lang Thang, Quan Vang Mot Minh und Da Khong Yeu Thi Thoi. Paris by Night ist eine seit 1983 für die vietnamesische Community großangelegte Veranstaltung für Vietnamesen.

## Leben
Minh Tuyết wurde in eine Familie mit vier Schwestern und zwei Brüdern geboren. Schon früh hatte Minh Tuyết ihre große Liebe zur Musik entdeckt, vor allem auch weil ihr Vater ein begeisterter Musikliebhaber und Hobbykomponist war und bis heute ist. Als sie 17 Jahre alt war, hatte sie ihren ersten Bühnenauftritt in Saigon, der für sie zu einem großen Erfolg wurde und ihr die Tür für eine Karriere als professionelle Sängerin öffnete.
1997 gelangte sie über ein internationales Austauschprogramm in die Vereinigten Staaten und begann dort schon früh für die Firma Tinh Productions zu arbeiten, einer Musikfirma, die vorwiegend vietnamesische Audio und Video Medien produziert. Ihre erste CD Yeu Nhau, Ghet Nhau wurde 1998 veröffentlicht und ihre erste Solo DVD Ve Cuoi Duong Tinh im Jahr 2002. In dieser Zeit sang sie unterschiedliche Musikrichtungen wie beispielsweise Folklore und chinesisch übersetzte Pop und Rap Songs. Erfolgreich war sie jedoch meistens nur mit Liebesballaden.
2002 wurde sie von Thuy Nga Productions, einer weitaus bekannteren Plattenfirma unter Vertrag genommen. Sie erschien daraufhin das erste Mal bei Paris by Night 65 mit dem Lied Trai Tim Lo Lam. Ihrer Karriere schienen die Auftritte bei Paris by Night sichtlich gut zu tun, da sie kurze Zeit später bereits Thuy Ngas erfolgreichste Künstlerin wurde. Ihre letzte veröffentlichte CD hieß Yeu mot nguoi, song ben mot nguoi.

## Sonstiges
Die Übersetzung ihres richtigen Namens Tran Thi Minh Tuyet bedeutet morgendlicher Schnee.

## Diskografie
TÌNH
- Yêu Nhau Ghét Nhau
- Cho Em Một Ngày
- Mắt Buồn
- Lang Thang
- Bờ Bến Lạ
- Và Em Còn Mãi Yêu Anh
- Trở Về Phố Cũ
- Muộn Màng
- Mãi Là Người Đến Sau
- Sao Anh Ra Đi

Duette
- Trái Tim Không Ngủ Yên
- Tình Yêu Muôn Thuở
- Tình Đơn Phương
- Chân Tình

Mix
- Top Hits with Hạ Vy, Huy Vũ, Johnny Dũng
- Top Hits with Diễm Liên, Thanh Trúc, Hạ Vy, Minh Tuyết
- Liên Khúc Tình 1 with Tú Quyên, Johnny Dũng
- Liên Khúc Tình 2

THÚY NGA
- Làm Sao Anh Biết
- Ngày Xưa Anh Hỡi
- Đoá Hồng Đẫm Máu
- Yêu Một Người Sống Bên Một Người

Duett
- Bỡi Vì Anh Yêu Em mit Bang Kieu